# アルマトイ動物園
アルマトイ動物園 (アルマトイどうぶつえん、カザフ語: Алматы зообақ、ロシア語: Алматинский зоопарк) はカザフスタンの最大都市アルマトイにある動物園である。 アルマトイ動物園はカザフスタン国内最大かつ最古の動物園である。

## 概要
アルマトイ動物園は1937年に開園した。主にカザフスタン国内の動物相を中心とした動物を飼育しており、独立国家共同体 (CIS)諸国の中では有数の質を誇る動物園である。
動物園ではツキノワグマ、トラ、ジャガー、アムールヒョウ、ゾウ、シマウマ、ヤク、シカ、マーコール、コンドル、ハゲワシ、ジサイチョウ、ヘビ、ワニなど様々な動物が飼育されている。
また、2011年には南アフリカ共和国から特別チャーター便で動物の提供が行われ、キリンやチーター、アンテロープなどアフリカの様々な動物を見ることができるようになった。
アルマトイ動物園はユーラシア動物園・水族館協会に加盟している。 (EARAZA)